# سفارة كولومبيا في روسيا
سفارة كولومبيا في روسيا هي أرفع تمثيل دبلوماسي لدولة كولومبيا لدى روسيا. تقع السفارة في Burdenko Street ‏ وهي تهدف لتعزيز المصالح الكولومبية في روسيا.

## وصلات خارجية
- قائمة سفارات كولومبيا
- قائمة السفارات في روسيا